# Европейский крот
Европейский крот, или обыкновенный крот (лат. Talpa europaea) — вид млекопитающих из семейства кротовых.

## Внешний вид

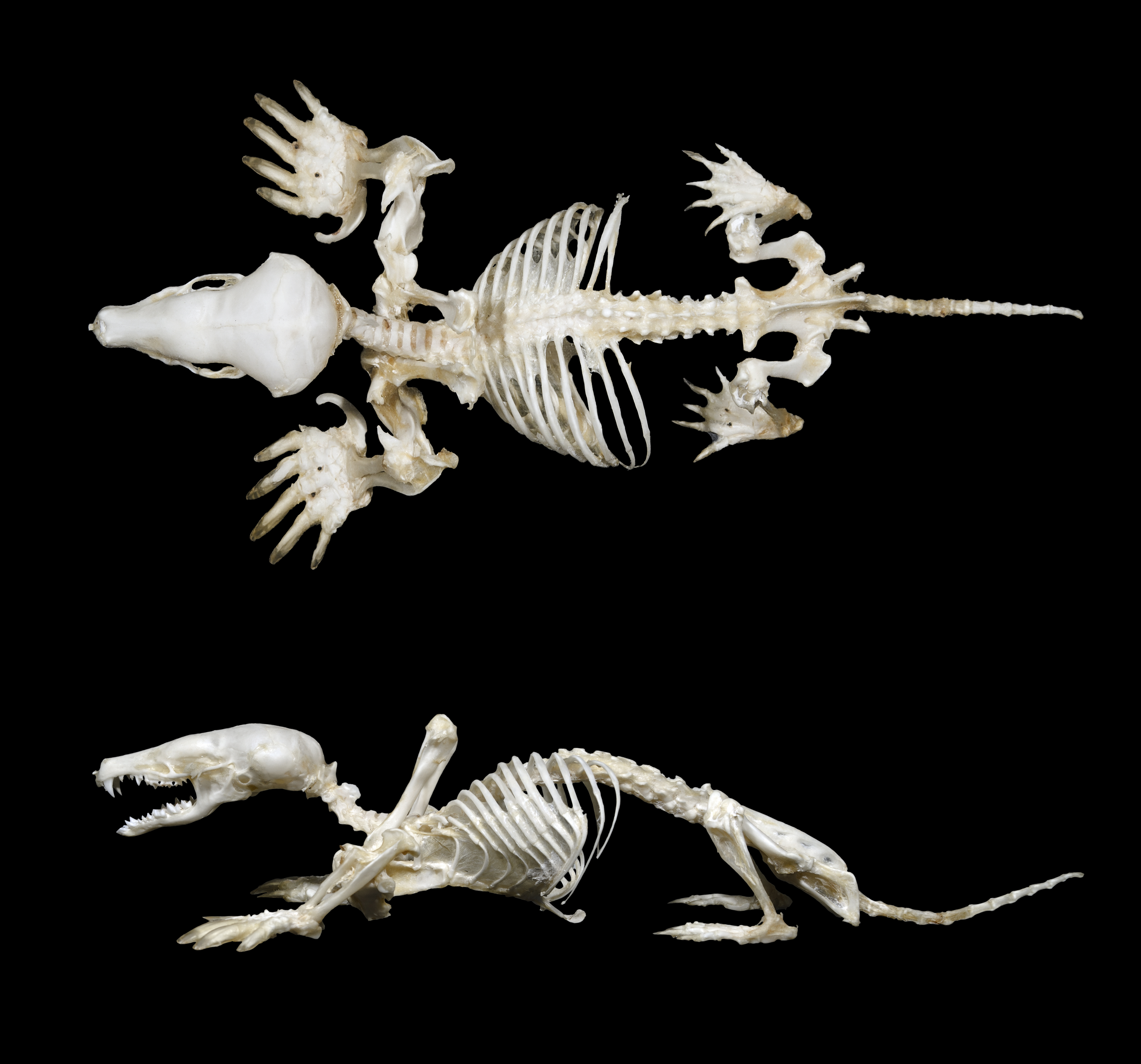
Скелет

По внешнему виду это типичный крот. 
Длина тела — 10—16 см, длина хвоста — 2—4 см; масса 70—119 г. Глаза крохотные, с булавочную головку, но заметны снаружи, поскольку над глазным яблоком имеется узкая прорезь в коже длиной около 0,5—1 мм (у большинства кротов, обитающих на Кавказе, глаза, однако, закрыты кожей), зрение плохое, европейский крот может различать лишь свет и тьму. Наружного уха нет. Мех бархатистый, растёт по направлению вверх, а не вперёд или назад, что помогает кроту продвигаться по подземному тоннелю в любую сторону. Окрас меха матово-чёрный, нижняя часть тела несколько светлее. У молодых кротов окраска тусклее. Иногда встречаются цветовые аберрации окраски: белые с палевым оттенком, серые и коричневые кроты. Волосы хвоста выполняют осязательную функцию, благодаря им крот может передвигаться в своих туннелях задом наперёд.
Конечности пятипалые, почти горизонтально отходят от тела. На передних лапах присутствует гибкий отросток запястья, принимаемый за шестой палец. Передние лапы кротов — настоящие лопаты. Они вывернуты ладонями наружу так, чтобы было удобнее рыть перед собой землю и отбрасывать её назад. Пальцы лап крота покрыты общим кожным покровом и заканчиваются мощными уплощёнными когтями.
Мех у крота короткий, мягкий, одинаково легко ложащийся и вперед, и назад. Передвижения по тесным тоннелям приводят к его быстрому вытиранию, поэтому крот линяет не 1—2, как большинство зверей, а 3 или 4 раза в году. Лучший мех (высокий, ровный, густой, бархатисто-блестящий) бывает у кротов с конца октября — в ноябре, после полной осенней линьки. С апреля до июня сначала у самок, потом у перезимовавших самцов идет смена зимнего меха на более низкий весенний мех, который держится до середины июля, когда у взрослых кротов начинается летняя линька. В конце июля — начале августа впервые начинают линять молодые кроты. Летняя линька почти без перерыва переходит в осеннюю, так что почти все тёплое время года у кротов идет полная или частичная замена волосяного покрова. Места, где идёт смена волос, выступают на мездре в виде чёрных пятен и влияют на ценность кротовой шкурки.

## Распространение
Европейский крот распространён в Европе, средней полосе Европейской части России и на Северном Кавказе, на Урале и в Сибири, доходя на востоке примерно до бассейна Лены. Северная граница ареала проходит по средней тайге, южная — по лесостепи.

## Образ жизни и питание
Крот — типичный обитатель лесов и долин рек. Занимает разнообразные местообитания: опушки лесов, луга, поля, сады, огороды; обычен в поймах рек. По долинам рек крот проникает к северу до средней тайги, а к югу — до типичных степей. На водораздельных участках тайги и сухих степей встречается редко, а в полупустынях, пустынях, лесотундрах и тундрах не встречается совсем. Избегает мест с высоким уровнем грунтовых вод, не любит песчаные почвы.

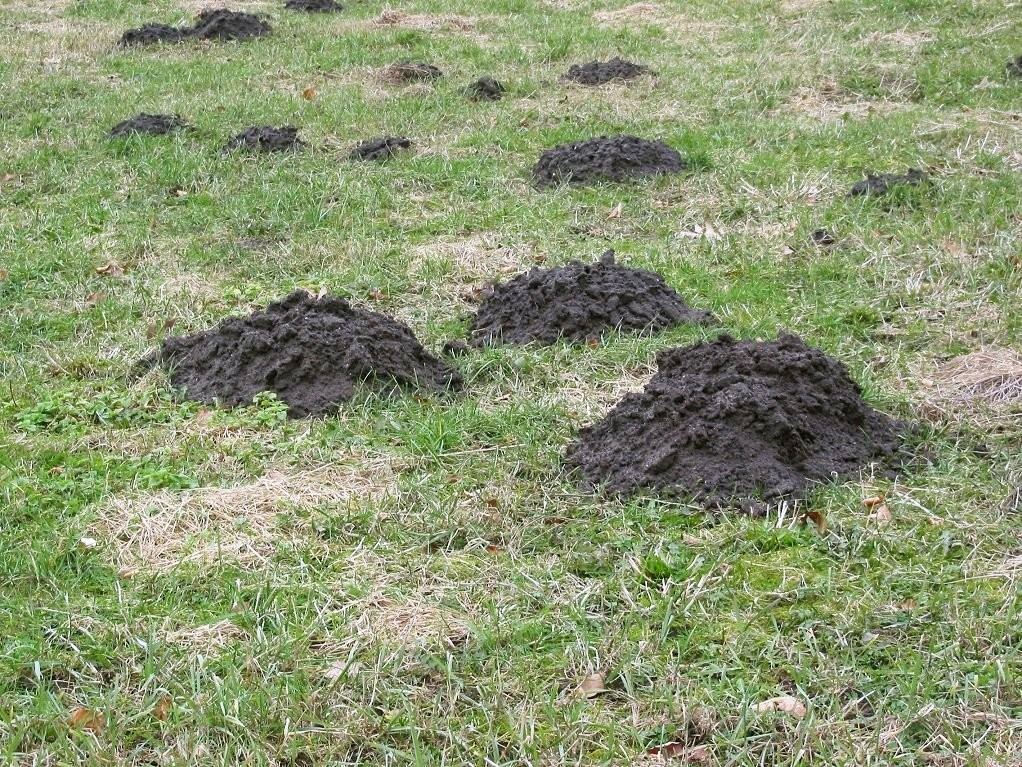
Кротовины

Крот роет землю, винтообразно вворачиваясь в почву и попеременно отгребая грунт лапами. В отличие от грызунов кроты не могут грызть землю резцами, поэтому живут только в местах с мягким податливым грунтом. Там, где почва твёрже (например, под лесными тропинками), они устраивают специальные глубинные «подземные переходы», которыми пользуются и другие зверьки. Кроты способны переплывать небольшие речки — кротовые отнорки, обрывающиеся у уреза воды, нередко продолжаются на другом берегу. На поверхности земли крот оказывается редко; здесь он неуклюж, поскольку не может ступать, как большинство зверей, а передвигается ползком. След вышедшего на поверхность крота представляет собой борозду с отпечатками задних лап на дне и передних лап по бокам.
Питается крот почвенными беспозвоночными, среди которых преобладают дождевые черви. В меньшем количестве поедает слизней, мокриц, насекомых и их личинок (майских жуков, щелкунов, медведок, гусениц), многоножек, пауков. Крот может съесть и мелкое позвоночное (мышь, ящерицу, лягушку), если оно малоподвижно. За один раз крот съедает до 20—22 г дождевых червей; в сутки — около 50—60 г корма, что немногим меньше его собственного веса. Кормится крот несколько раз в сутки, так как пища переваривается в его организме за 4—5 часов. Скорость переваривания пищи определяет суточный ритм активности крота. В промежутках между кормлениями крот спит в гнезде, свернувшись в клубок. Голодным крот может оставаться не более 14—17 часов, после чего умирает. На зиму делает пищевые запасы, обычно состоящие из парализованных дождевых червей, которым крот прокусывает головы. В кротовых норах находили до нескольких сотен обездвиженных червей. Состав зимней пищи крота не отличается от летней, однако зимой его потребность в пище снижается. В спячку кроты не впадают.
Взрослые кроты неуживчивы, нападают на попавших на их участок сородичей и могут загрызть их насмерть. Демонстрируют каннибализм. В то же время многие хищники не едят кротов из-за мускусного запаха. Их природными врагами являются лисица, куница, ласка, хищные птицы (совы, канюки и др.). Кроты болеют туляремией, пироплазмозом; страдают от паразитических червей, блох, клещей. Продолжительность их жизни — 4—5 лет.
Будучи испуганным или в агрессивном состоянии, крот пищит.

### Система ходов

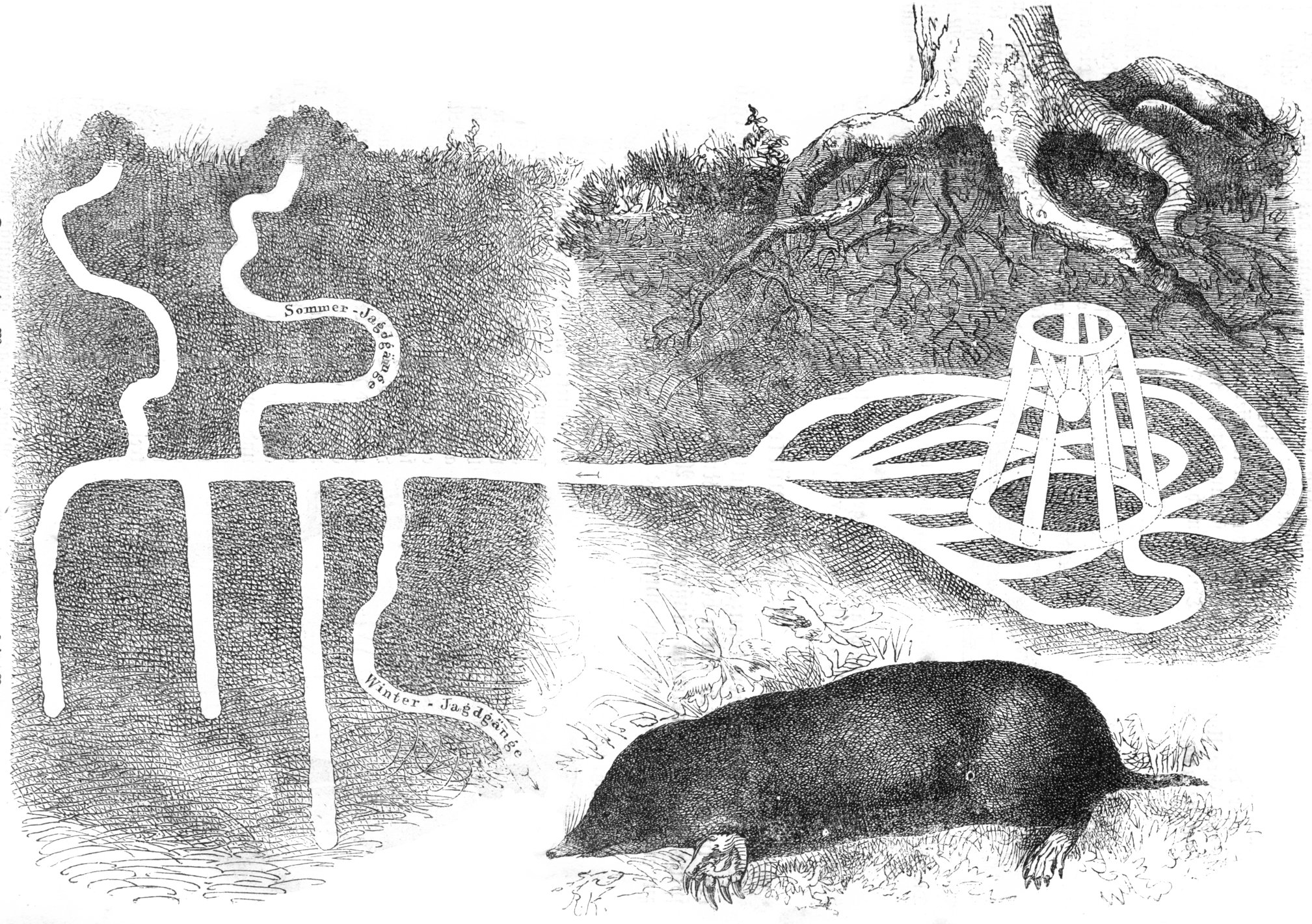
Система подземных ходов европейского крота

Всю жизнь крот проводит в подземных ходах, проложенных в разных горизонтах почвы. Ходы кротов бывают двух типов: жилые и кормовые. По жилым ходам крот переходит от гнезда на кормовые участки или к водопою, порой из одного биотопа в другой; кормовые представляют собой ловушки, в которые из смежных почвенных слоёв попадают беспозвоночные. За одну ночь крот может проложить до 50 метров хода. Гнездовая камера располагается на глубине до 1,5—2 м, обычно в защищённом месте — между корнями деревьев и кустарников, под пнями, кочками, камнями, под постройками. С приповерхностными кормовыми ходами её соединяют наклонные штреки. Подземные ходы крота представляют собой систему многоярусных галерей диаметром 5—5,5 см. Кормовые ходы в рыхлом грунте располагаются близко к поверхности — на глубине 2—5 см, идут горизонтально. Их можно заметить снаружи, поскольку при рытье крот поднимает потолок хода в виде земляного валика. Выбросов земли при этом не бывает. На открытых участках, где почва часто и глубоко просыхает, ходы проходят на глубине 10—50 см. Слой такой толщины крот поднять не может, поэтому избыток земли выбрасывается на поверхность через временные вертикальные отнорки, образуя характерные кучки-кротовины. Кротовина над системой пригнездовых ходов бывает особенно большой, до 70—80 см.
Кроты активны круглый год; зимой нередко прокладывает ходы под снегом, где скапливаются беспозвоночные, или в глубине почвы, ниже уровня промерзания. В суровые малоснежные зимы, когда земля промерзает глубже полуметра, кроты во множестве гибнут от голода. Неблагоприятны для них и засухи. Взрослые кроты как правило привязаны к своим участкам и возвращаются на них, будучи выгнанными или отнесёнными на некоторое расстояние. Молодые зверьки в период расселения удаляются от материнского участка на расстояние до 2 км.
Кротовый ход представляет для дождевых червей своего рода ловушку с пахучей или тепловой приманкой. Червей привлекает запах кротового мускуса, к которому черви проявляют положительный хемотаксис, а также несколько более повышенная температура воздуха внутри хода. Привлекательностью кротовых ходов для червей пользуются также землеройки, которые часто забираются в них и поедают червей раньше хозяина-крота. Подснежными кротовыми тоннелями пользуются другие зверьки — землеройки, мышевидные грызуны, даже ласки и горностаи.

## Размножение
Кроты спариваются ранней весной — в марте—апреле. Беременность длится 35—40 дней; слепые, голые, беспомощные детёныши (от 3 до 9) массой 2—3 г родятся с конца апреля до первой половины июня. Обычно в году только 1 приплод; второй, летний бывает лишь у 20—25 % взрослых самок. В месячном возрасте молодые кроты достигают почти взрослых размеров. По мере роста они становятся неуживчивыми и драчливыми. В возрасте 1—1,5 месяцев молодняк покидает материнское гнездо и начинает искать участок, не занятый другими кротами.

## Численность и хозяйственное значение

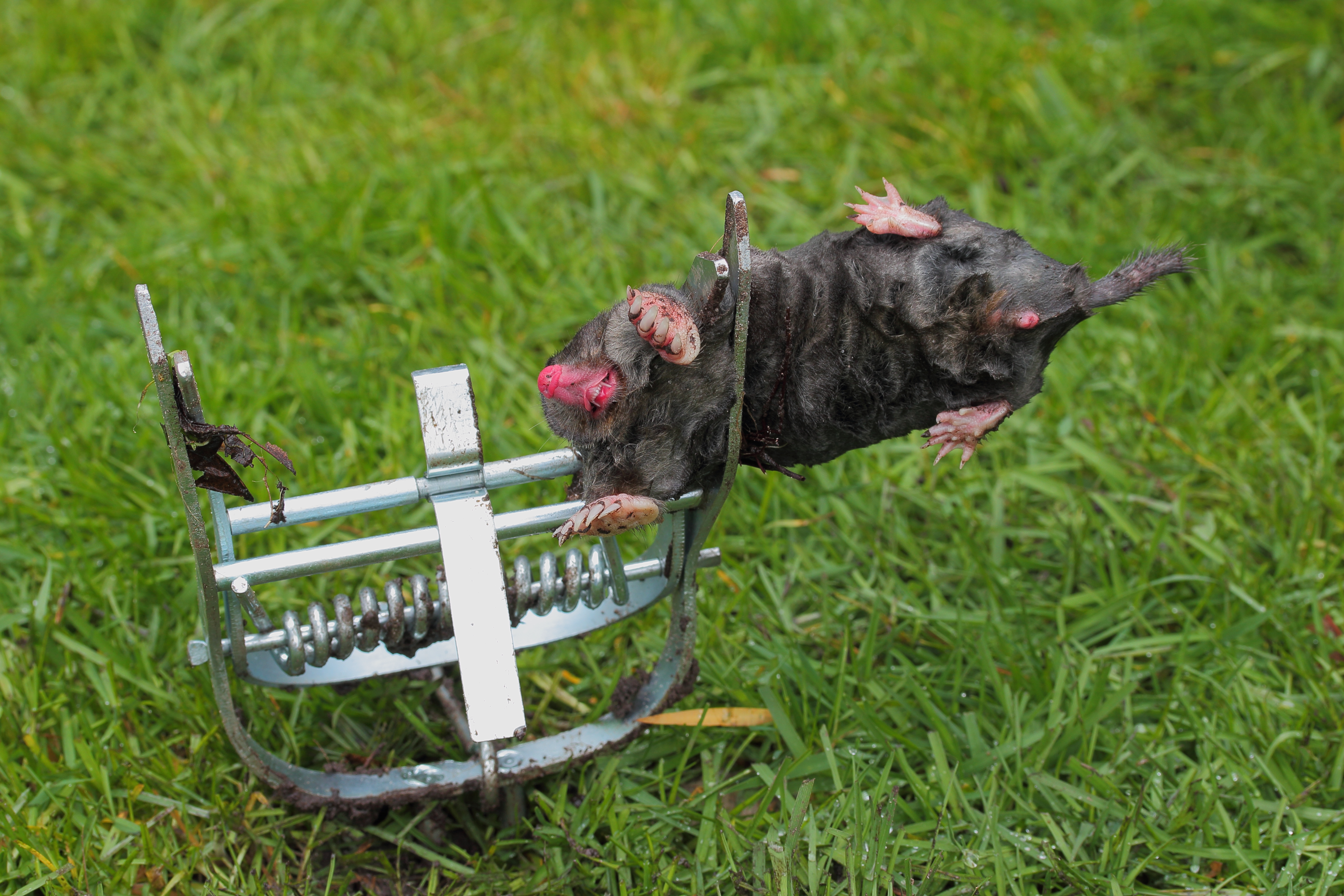
Пойманный крот в капкане давящего типа

Кроты повсеместно многочисленны и не относятся к охраняемым видам. Это одно из немногих насекомоядных, имевшее значение как пушной вид. С XIX века прочные, бархатистые кротовые шкурки добывались в больших количествах. В настоящее время по экономическим причинам крот промыслового значения почти не имеет.
Кроты приносят пользу, истребляя вредных насекомых и изменяя структуру почвы — разрыхляя её и обогащая органическими веществами. Многолетняя роющая деятельность кротов приводит к улучшению почвы; избыток влаги по кротовинам уходит в более низкие почвенные горизонты. В то же время крот считается вредителем сельского хозяйства, огородничества и садоводства. Роя свои ходы, он повреждает корни растений, тем самым нарушая их нормальное питание и часто вызывая гибель. Кроты также уничтожают полезных для почвы дождевых червей. Борются с кротами самыми разнообразными методами, в том числе с помощью резких запахов (помещая в кротовых ходах нарезанный лук, чеснок, тряпки, смоченные керосином, и т. д.) или звуковых сигналов (вертушки, камышины, ультразвуковые устройства и пр.).
Основным способом отлова кротов являются различные капканы давящего типа. Для защиты садовых участков от кротов используют различные ультразвуковые отпугиватели. Резко-пахнущие химические отпугиватели считаются не эффективными.

## В культуре

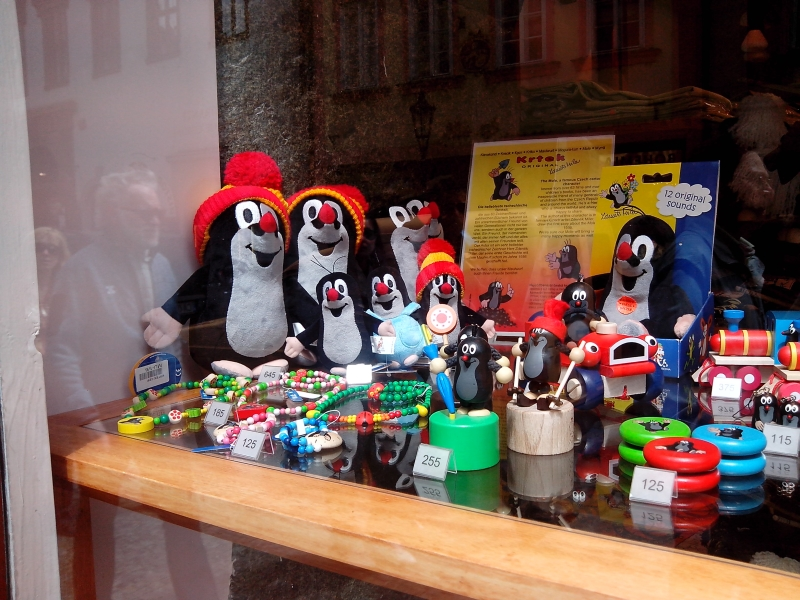
Мерч с Кротом, главным героем одноимённого чехословацкого мультсериала

Европейский крот широко представлен в народной и массовой культуре. Прежде всего образ крота в культуре связан с землёй и подземным образом жизни, а также со якобы слепотой животного и якобы боязнью солнечного света. В мифологии крот является хтоническим животным, в южнославянской мифологии у крота, как нередко мужского персонажа, обнаруживаются параллели с таким же хтоническим животным, но уже женским персонажем — лаской. Антропоморфные, то есть наделённые человеческими чертами кроты могут быть как и нелюдимым и ограниченным мизантропами, так и трудолюбивыми и знающими своё дело.

### Фольклор
- Кроты сыграли важную роль в сюжете итальянской народной сказки «Розина в печи». Главная героиня, Розина, нашла в ямке из-под выдернутой репы пять волшебных кротят, четверо из них сделали Розину прекраснейшей девушкой на свете, а пятый, последний, которого она нечаянно уронила, наслал на неё проклятие: попав под первый солнечный луч, она превратится в змею, и сможет вернуть человеческий облик лишь тогда, когда попадёт в печь.
- Хорватская народная сказка «Как человек стал кротом» — два брата не могут поделить доставшийся им луг, и старший закапывает своего сына на том самом лугу в первую неделю после новолуния, чтобы тот на утверждение отца «Кому отзовётся луг, тот и будет хозяин» ответил утвердительно. Всё проходит гладко, но старший брат не находит своего закопанного сына, поскольку тот превратился в крота[9] (в одном из вариантов сказки с горя отец превратился в сыча)[10]. Схожий сюжет присутствует и в болгарском фольклоре: умирающий отец раздаёт по наследству каждому из своих сорока сыновей по наделу поровну, однако сыновья всё ещё продолжают спорить. Тогда отчаявшийся старик проклял своих сыновей в кротов: «Пусть Бог сделает вас животными, которые бы все время рылись в земле и никогда не насытились», что и случилось. С тех пор у каждого крота будто бы по сорок кротовин, но ему всё тесно. Известен сюжет превращения человека в крота и в восточославянском фольклоре — в западноукраинской легенде Бог превращает человека в крота за то, что он пахал на Пасху[11].
- В русской легенде Бог лишил крота глаз за то, что он копал землю в Благовещение, но пообещал дать кроту глаза тогда, когда он выроет столько бугров, сколько и звёзд на небе. В белорусской легенде крот стал одним из первых портить «райские насаждения», и Бог в наказание «услал крота в нору» и сделал так, что с этого момента глаза крота постоянно уменьшаются, и к моменту светопреставления их не останется вовсе[12].
- В представлениях многих славянских народов крот, роющий либо непосредственно под домом или вблизи него, предвещает смерть кого-то из обитателей дома[13].

### Мультипликация
- Кротик (чеш. Krtek) — персонаж одноимённого чехословацкого, а затем чешского мультсериала, созданный Зденеком Миллером.

### Идиоматика
Одной из самых распространённых устойчивых выражений, связанных с кротом — «слеп, как крот», что связано с распространённым убеждением о якобы слепоте крота (хотя также этот фразеологизм применяется и к плохо видящим людям (очень близоруким), что ближе к истине). Помимо этого, в русском языке известны такие связанные с кротом устойчивые выражения, как: «рыть(ся)/копать(ся) как крот» — очень тщательно обрабатывать землю (есть вариант значения, связанный с очень глубоким погружением в собственные занятия), «сидеть как крот/жить как крот в норе» — вести уединённый и замкнутый образ жизни, редко контактируя с окружающим миром; «(по)натаскать, как крот» (саратовск.) — заботливо и тщательно что-то запасать; и «домовитый, как крот» — очень хозяйственный и запасливый человек.
Довольно часто «кротами» называют тайных агентов, работающих под прикрытием во вражеской среде.
В блатной фене «кротом» обозначается готовящийся к побегу заключённый, вор-карманник, действующий в метро и кража посредством подкопа.

### Ономастика
Название животного использовалось в допетровской Руси в качестве прозвища и некалендарного имени, от него образована фамилия Кротов. Один из первых носителей — псковский посадник Яков Кротов, впервые упоминаемый за 1461 г.